# Exitianus arenaceus
Exitianus arenaceus är en insektsart som beskrevs av Jean François Villiers 1956. Exitianus arenaceus ingår i släktet Exitianus och familjen dvärgstritar. Inga underarter finns listade i Catalogue of Life.